# Weierstrassfunktionen

Weierstrassfunktionen i intervallet [-2,2]. Det inzoomade området visar att funktionen är en fraktal.

Weierstrassfunktionen skapades av den tyske matematikern Karl Weierstrass 1872 under sin tid som professor i Berlin. Den är ett exempel på att en överallt kontinuerlig funktion inte behöver vara deriverbar någonstans och har formen
{\displaystyle W(x)=\sum _{k=0}^{\infty }a^{k}\cos(b^{k}\pi x)}
där 0 < a < 1 och ab > 1 + 3π/2 och b är ett udda heltal större än 1.

## Historia
Historiskt sett ligger Weierstrassfunktionens betydelse i att den var den första publicerade funktion som motsade att alla kontinuerliga funktioner är deriverbara överallt utom i ett visst antal diskreta punkter. Det hade emellertid skapats funktioner med dessa egenskaper tidigare, som dock aldrig publicerades och därför inte fick samma spridning som Weierstrassfunktionen. Weierstrassfunktionen anses också vara en av de första fraktalerna som skapats.

## Bevis av kontinuitet
Eftersom 
{\displaystyle \sum _{k=0}^{\infty }a^{k}={\frac {1}{1-a}}}
och
{\displaystyle \left|a^{k}\cos(b^{k}\pi x)\right|\leq a^{k}}
kommer funktionen att vara kontinuerlig på hela ℝ enligt Weierstrass majorantsats.

## Bevis av icke-deriverbarhet

### Bevisidé
Beviset, utförd enligt, bygger på att man ska bevisa att höger- och vänsterderivaten är olika, dvs att
{\displaystyle {\frac {W(x+h)-W(x)}{h}}\neq {\frac {W(x-h)-W(x)}{-h}}}
Börja med att låta x0 ∈ ℝ och m ∈ ℕ vara två godtyckliga tal.
Välj {\displaystyle \alpha _{m}\in \mathbb {Z} } så att {\displaystyle b^{m}x_{0}-\alpha \in \left(-{\frac {1}{2}},{\frac {1}{2}}\right]}
och sätt {\displaystyle x_{m+1}=b^{m}x_{0}-\alpha _{m}\Leftrightarrow x_{0}={\frac {x_{m+1}+\alpha _{m}}{b^{m}}}}
{\displaystyle y_{m}={\frac {\alpha _{m}-1}{b^{m}}}} och {\displaystyle z_{m}={\frac {\alpha _{m}+1}{b^{m}}}}.
För att visa att ym < 0 < zm görs följande beräkningar:
{\displaystyle y_{m}-x_{0}={\frac {\alpha _{m}-1}{b^{m}}}-{\frac {x_{m+1}+\alpha _{m}}{b^{m}}}={\frac {-1-x_{m+1}}{b^{m}}}=-{\frac {1+x_{m+1}}{b^{m}}}}
{\displaystyle z_{m}-x_{0}={\frac {\alpha _{m}+1}{b^{m}}}-{\frac {x_{m+1}+\alpha _{m}}{b^{m}}}={\frac {1-x_{m+1}}{b^{m}}}}
vilket ger olikheten
{\displaystyle y_{m}-x_{0}=-{\frac {1+x_{m+1}}{b^{m}}}<0<{\frac {1-x_{m+1}}{b^{m}}}=z_{m}-x_{0}}
varför ym < 0 < zm.
Samtidigt fås att
{\displaystyle \lim _{m\to \infty }{-{\frac {1+x_{m+1}}{b^{m}}}}=0}
dvs ym → 0 från vänster då m → ∞ och
{\displaystyle \lim _{m\to \infty }{\frac {1-x_{m+1}}{b^{m}}}=0}
dvs zm → 0 från höger då m  → ∞ efter b > 1.

### Uppskattning av vänsterderivatan
Den vänsterderivatan begrundas först och delas upp i S1 och S2 enligt 
{\displaystyle {\frac {W(y_{m})-W(x_{0})}{y_{m}-x_{0}}}=\sum _{n=0}^{\infty }\left(a^{n}{\frac {\cos(b^{n}\pi y_{m})-\cos(b^{n}\pi x_{0})}{y_{m}-x_{0}}}\right)=}
{\displaystyle \sum _{n=0}^{m-1}\left((ab)^{n}{\frac {\cos(b^{n}\pi y_{m})-\cos(b^{n}\pi x_{0})}{b^{n}(y_{m}-x_{0})}}\right)+\sum _{n=0}^{\infty }\left(a^{m+n}{\frac {\cos(b^{m+n}\pi y_{m})-\cos(b^{m+n}\pi x_{0})}{y_{m}-x_{0}}}\right)=S_{1}+S_{2}}
Där alltså S1 är summan av kvoterna från n = 0 till n = m - 1 och S2 är summan av kvoterna från n = m till oändligheten. S1 och S2 behandlas sedan var för sig för kunna uppskatta S1 uppåt och S2 nedåt.

#### Uppskattning avS1
S1 skrivs om med hjälp av den trigonometriska formeln {\displaystyle \cos(\alpha )-\cos(\beta )=-2\sin({\frac {\alpha +\beta }{2}})\sin({\frac {\alpha -\beta }{2}})}
samt det faktum att {\displaystyle \left|{\frac {\sin(x)}{x}}\right|\leq 1}.
{\displaystyle \left|S_{1}\right|=\left|\sum _{n=0}^{m-1}\left((ab)^{n}{\frac {\cos(b^{n}\pi y_{m})-\cos(b^{n}\pi x_{0})}{b^{n}(y_{m}-x_{0})}}\right)\right|=\left|\sum _{n=0}^{m-1}\left(-(ab)^{n}{\frac {1}{b^{n}(y_{m}-x_{0})}}\sin \left({\frac {b^{n}\pi y_{m}+b^{n}\pi x_{0}}{2}}\right)\sin \left({\frac {b^{n}\pi y_{m}-b^{n}\pi x_{0}}{2}}\right)\right)\right|}
{\displaystyle =\left|\sum _{n=0}^{m-1}\left(-\pi (ab)^{n}\sin \left({\frac {b^{n}\pi (y_{m}+x_{0})}{2}}\right){\frac {\sin \left({\frac {b^{n}\pi (y_{m}-x_{0})}{2}}\right)}{\frac {b^{n}\pi (y_{m}-x_{0})}{2}}}\right)\right|\leq \sum _{n=0}^{m-1}\pi (ab)^{n}=\pi {\frac {(ab)^{m}-1}{ab-1}}\leq \pi {\frac {(ab)^{m}}{ab-1}}}

#### Uppskattning avS2
S2 kan, då b är ett udda heltal och am ∈ ℤ skrivas om enligt
{\displaystyle \cos(b^{m+n}\pi y_{m})=\cos(b^{m+n}\pi {\frac {\alpha _{m}-1}{b^{m}}})=\cos(b^{n}(\alpha _{m}-1)\pi )}
och
{\displaystyle =((-1)^{b^{n}})^{\alpha _{m}-1}=(-1)^{\alpha _{m}-1}=(-1)^{\alpha _{m}}(-1)=-(-1)^{\alpha _{m}}}
vilket ger
{\displaystyle \cos(b^{m+n}\pi x_{0})=\cos(b^{m+n}\pi {\frac {\alpha _{m}+x_{m+1}}{b^{m}}}=\cos(b^{n}\pi (\alpha _{m}+x_{m+1}))}
{\displaystyle =\cos \left(b^{n}\pi \alpha _{m}\right)\cos(b^{n}\pi x_{m+1})-\sin(b^{n}\pi \alpha _{m})\sin(b^{n}\pi x_{m+1})}
{\displaystyle =((-1)^{b^{n}})^{\alpha _{m}}\cos(b^{n}\pi x_{m+1})-0\cdot \sin(b^{n}\pi x_{m+1}}
{\displaystyle =(-1)^{\alpha _{m}}\cos(b^{n}\pi x_{m+1})}.
Vi får alltså att
{\displaystyle S_{2}=\sum _{n=0}^{\infty }\left(a^{m+n}{\frac {\cos(b^{m+n}\pi y_{m})-\cos(b^{m+n}\pi x_{0})}{y_{m}-x_{0}}}\right)=\sum _{n=0}^{\infty }\left(a^{m+n}{\frac {-(-1)^{\alpha _{m}}-(-1)^{\alpha _{m}}\cos(b^{n}\pi x_{m+1})}{y_{m}-x_{0}}}\right)}
{\displaystyle =\sum _{n=0}^{\infty }\left(a^{m}\cdot a^{n}{\frac {-(-1)^{\alpha _{m}}-(-1)^{\alpha _{m}}\cos(b^{n}\pi x_{m+1})}{-{\frac {1+x_{m+1}}{b^{m}}}}}\right)=(ab)^{m}(-1)^{\alpha _{m}}\sum _{n=0}^{\infty }a^{n}{\frac {1+\cos(b^{n}\pi x_{m+1})}{1+x_{m+1}}}}.
I och med att {\displaystyle x_{m+1}\in \left(-{\frac {1}{2}},{\frac {1}{2}}\right]} och {\displaystyle \cos(b^{n}\pi x_{m+1})\geq -1}
är alla termer positiva vilket ger att
{\displaystyle \sum _{n=0}^{\infty }{\frac {1+\cos(b^{n}\pi x_{m+1})}{1+x_{m+1}}}\geq {\frac {1+\cos(\pi x_{m+1})}{1+x_{m+1}}}\geq {\frac {1}{1+{\frac {1}{2}}}}={\frac {2}{3}}} .

#### Resultat
Uppskattningarna av S1 och S2 ger att det existerar ett ε1 ∈ [-1,1] och η1 > 1 så att
{\displaystyle {\frac {W(y_{m})-W(x_{0})}{y_{m}-x_{0}}}=(-1)^{\alpha _{m}}(ab)^{m}\eta _{1}{\frac {2}{3}}+(-1)^{\alpha _{m}}(ab)^{m}\eta _{1}\epsilon _{1}{\frac {\pi }{ab-1}}}
{\displaystyle (-1)^{\alpha _{m}}(ab)^{m}\eta _{1}\left({\frac {2}{3}}+\epsilon _{1}{\frac {\pi }{ab-1}}\right)}.

### Uppskattning av högerderivatan
Högerderivatan uppskattas på samma sätt som den vänstra enligt
{\displaystyle {\frac {W(z_{m})-W(x_{0})}{z_{m}-x_{0}}}=\sum _{n=0}^{\infty }\left(a^{n}{\frac {\cos(b^{n}\pi z_{m})-\cos(b^{n}\pi x_{0})}{z_{m}-x_{0}}}\right)=}
{\displaystyle \sum _{n=0}^{m-1}\left((ab)^{n}{\frac {\cos(b^{n}\pi z_{m})-\cos(b^{n}\pi z_{0})}{b^{n}(z_{m}-x_{0})}}\right)+\sum _{n=0}^{\infty }\left(a^{m+n}{\frac {\cos(b^{m+n}\pi z_{m})-\cos(b^{m+n}\pi x_{0})}{z_{m}-x_{0}}}\right)=S'_{1}+S'_{2}}

#### Uppskattning avS’1
S’1 skrivs om på samma sätt som S1.
{\displaystyle \left|S'_{1}\right|=\left|\sum _{n=0}^{m-1}\left((ab)^{n}{\frac {\cos(b^{n}\pi z_{m})-\cos(b^{n}\pi x_{0})}{b^{n}(z_{m}-x_{0})}}\right)\right|=\left|\sum _{n=0}^{m-1}\left(-(ab)^{n}{\frac {1}{b^{n}(z_{m}-x_{0})}}\sin \left({\frac {b^{n}\pi z_{m}+b^{n}\pi x_{0}}{2}}\right)\sin \left({\frac {b^{n}\pi z_{m}-b^{n}\pi x_{0}}{2}}\right)\right)\right|}
{\displaystyle =\left|\sum _{n=0}^{m-1}\left(-\pi (ab)^{n}\sin \left({\frac {b^{n}\pi (z_{m}+x_{0})}{2}}\right){\frac {\sin \left({\frac {b^{n}\pi (z_{m}-x_{0})}{2}}\right)}{\frac {b^{n}\pi (z_{m}-x_{0})}{2}}}\right)\right|\leq \sum _{n=0}^{m-1}\pi (ab)^{n}=\pi {\frac {(ab)^{m}-1}{ab-1}}\leq \pi {\frac {(ab)^{m}}{ab-1}}}

#### Uppskattning avS’2
S’2 kan uppskattas på samma sätt som S2 enligt nedan.
{\displaystyle \cos(b^{m+n}\pi z_{m})=\cos(b^{m+n}\pi {\frac {\alpha _{m}+1}{b^{m}}})=\cos(b^{n}(\alpha _{m}+1)\pi )}
{\displaystyle =((-1)^{b^{n}})^{\alpha _{m}+1}=(-1)^{\alpha _{m}+1}=-(-1)^{\alpha _{m}}}
Från beräkningen av S2 fås även att 
{\displaystyle \cos(b^{m+n}\pi x_{0})=(-1)^{\alpha _{m}}\cos(b^{n}\pi x_{m+1})}
vilket ger att
{\displaystyle S'_{2}=\sum _{n=0}^{\infty }\left(a^{m+n}{\frac {\cos(b^{m+n}\pi z_{m})-\cos(b^{m+n}\pi x_{0})}{z_{m}-x_{0}}}\right)=\sum _{n=0}^{\infty }\left(a^{m+n}{\frac {-(-1)^{\alpha _{m}}-(-1)^{\alpha _{m}}\cos(b^{n}\pi x_{m+1})}{z_{m}-x_{0}}}\right)}
{\displaystyle =\sum _{n=0}^{\infty }\left(a^{m}\cdot a^{n}{\frac {-(-1)^{\alpha _{m}}-(-1)^{\alpha _{m}}\cos(b^{n}\pi x_{m+1})}{-{\frac {1-x_{m+1}}{b^{m}}}}}\right)=-(ab)^{m}(-1)^{\alpha _{m}}\sum _{n=0}^{\infty }a^{n}{\frac {1+\cos(b^{n}\pi x_{m+1})}{1-x_{m+1}}}}.
I och med att {\displaystyle x_{m+1}\in \left(-{\frac {1}{2}},{\frac {1}{2}}\right]} och {\displaystyle \cos(b^{n}\pi x_{m+1})\geq -1}
är alla termer positiva vilket ger att
{\displaystyle \sum _{n=0}^{\infty }{\frac {1+\cos(b^{n}\pi x_{m+1})}{1-x_{m+1}}}\geq {\frac {1+\cos(\pi x_{m+1})}{1-x_{m+1}}}\geq {\frac {1}{1-\left(-{\frac {1}{2}}\right)}}={\frac {2}{3}}}.

#### Resultat
Uppskattningarna av S’1 och S’2 ger att det existerar ett ε1 ∈ [-1,1] och η1 > 1 så att
{\displaystyle {\frac {W(z_{m})-W(x_{0})}{z_{m}-x_{0}}}=-(-1)^{\alpha _{m}}(ab)^{m}\eta _{1}\left({\frac {2}{3}}+\epsilon _{1}{\frac {\pi }{ab-1}}\right)}

### Slutsats
Vänster- och högerderivatan kan skrivas enligt:
{\displaystyle {\frac {W(y_{m})-W(x_{0})}{y_{m}-x_{0}}}=(-1)^{\alpha _{m}}(ab)^{m}\eta _{1}\left({\frac {2}{3}}+\epsilon _{1}{\frac {\pi }{ab-1}}\right)}
{\displaystyle {\frac {W(z_{m})-W(x_{0})}{z_{m}-x_{0}}}=-(-1)^{\alpha _{m}}(ab)^{m}\eta _{1}\left({\frac {2}{3}}+\epsilon _{1}{\frac {\pi }{ab-1}}\right)}
Detta tillsammans med att 
{\displaystyle \lim _{m\to \infty }(ab)^{m}=\infty }
ger direkt att funktionen saknar derivata eftersom vänster- och högerderivatan har olika tecken.